# Devin Titus
Devin Titus (Città del Capo, 18 maggio 2000) è un calciatore sudafricano, attaccante dello Stellenbosch e della nazionale sudafricana.

## Caratteristiche tecniche
Inizialmente di ruolo centrocampista, dal 2023 ricopre spesso il ruolo di ala destra.

## Carriera

### Club

#### Gli inizi
Nato a Città del Capo in Sudafrica iniziò 
a giocare a calcio per la squadra amatoriale locale Bishop Lavis, che a quel tempo era allenata dal padre.
Nel 2020 approda allo Stellenbosch, con il quale debutta con la squadra Reseve nella Reserve League e conclude la stagione ottenendo il premio di miglior giocatore.
Nel 2021, dopo essere stato accostato alla prima squadra dall'allenatore sudafricano Steve Barker, esordice in Premier Division nell'incontro di massima serie contro i Black Leopards, terminato in parità. La stagione successiva, Titus ricoprì il ruolo di capitano della squadra Reserve, con la quale vinse il campionato. In seguito al trionfo in Reserve League, lo Stellenbosch è stato invitato a partecipare alla Next Gen Cup del 2022 tenutasi in Inghilterra, dove Titus ha segnato due gol in semifinale contro il Nottingham Forest e siglato una tripletta nel primo tempo nella vittoria finale per 7-2 sul Leicester City.

#### Prima squadra e contratto da professionista

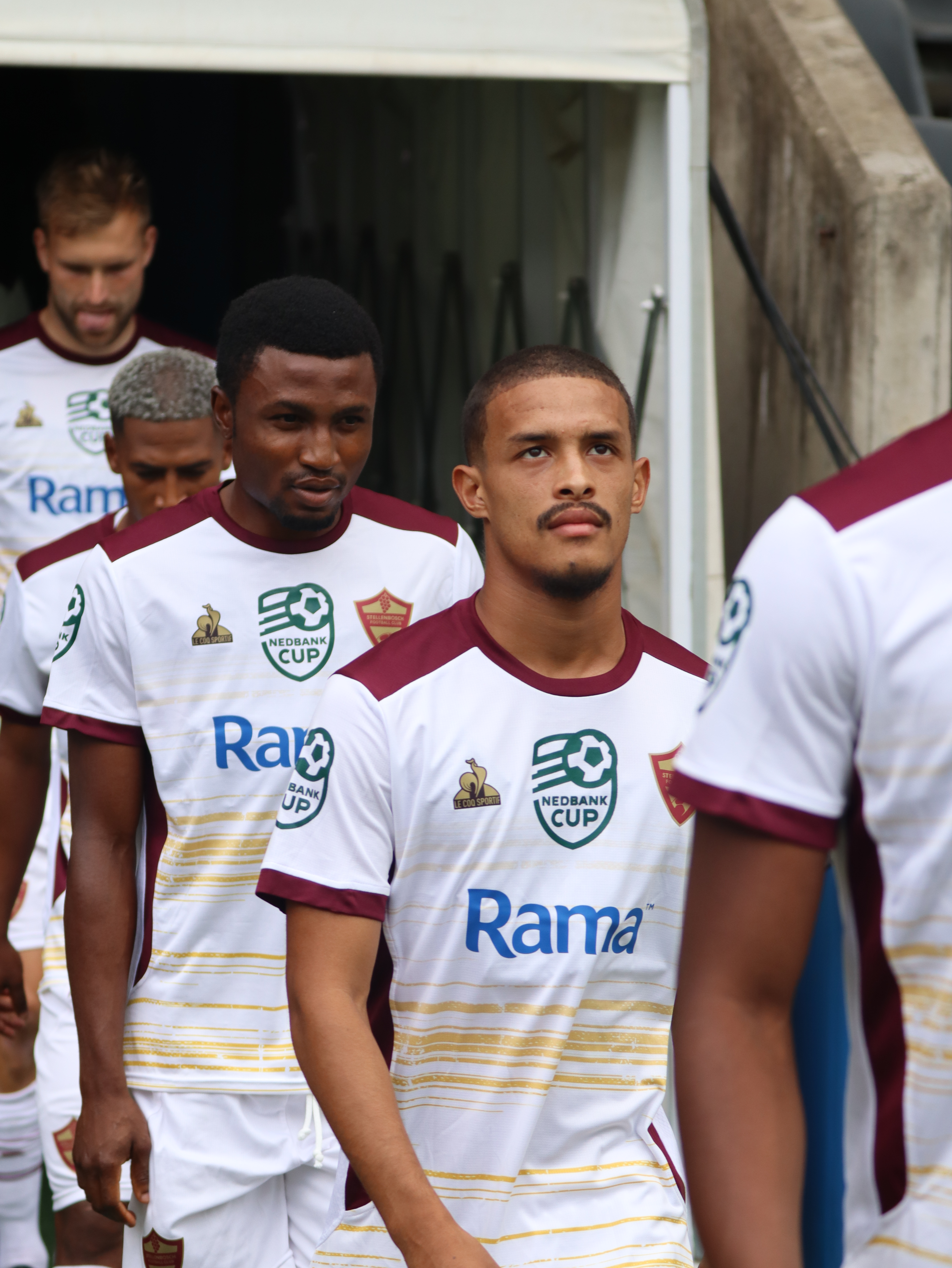
Titus in una partita di Nedbank Cup

Nel luglio 2023, è stato promosso in prima squadra a titolo permanente, dove ha finalmente firmato il suo primo contratto da professionista. Con i sudafricani, è diventato l'unico giocatore del club giocare in tutte le 30 partite del club nella stagione nazionale. Ha disputato inoltre quattro partite della Nedbank Cup, segnando il gol di apertura nella vittoria per 6-3 degli ottavi di finale contro il TS Galaxy, mentre lo Stellenbosch ha raggiunto per la prima volta la semifinale della competizione. Titus è stato nominato per il premio di giocatore più promettente della competizione.

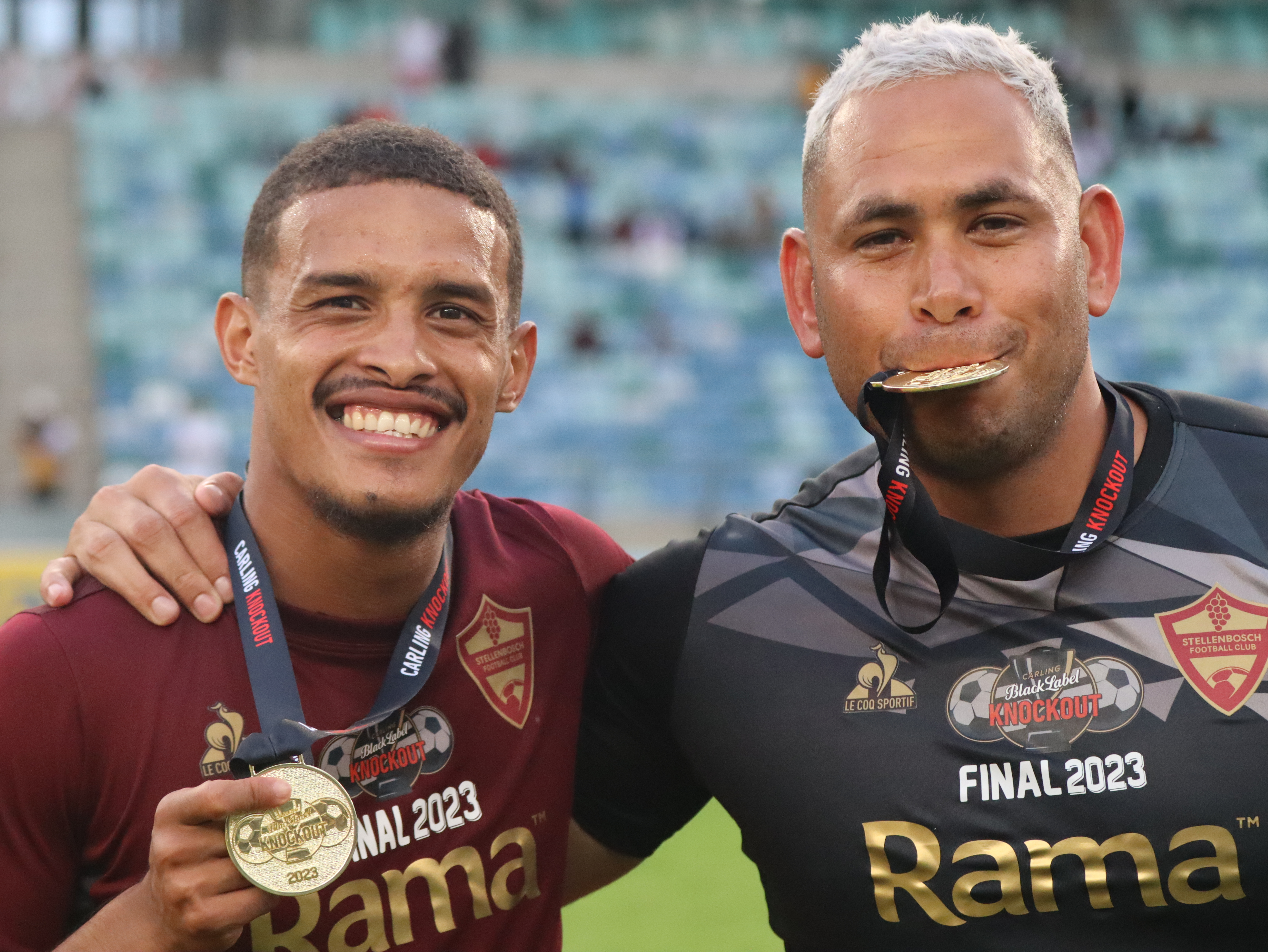
Devin Titus insieme al capitano Lee Langeveldt dopo aver vinto la Carling Knockout Cup con lo Stellenbosch FC

La stagione successiva, Titus fece la sua 50ª presenza in Premier Division con lo Stellenbosch, nella partita di campionato contro i M. Sundowns a settembre, divenendo il quinto giocatore più giovane del club a raggiungere questo traguardo.
Con gli Stellies nella stagione 2023-2024 ha conquistato la Coppa di Lega sudafricana, venendo eletto anche come miglior giocatore del torneo.
Le buone prestazioni ottenute durante la stagione, lo hanno visto candidato per tre riconoscimenti alla cerimonia dei PSL Awards, tra cui la nomination per il miglior centrocampista della stagione di Premier Division e la vittoria del premio di giocatore del torneo della Coppa di Lega sudafricana, così come una seconda nomination consecutiva per il premio di giocatore più promettente della Coppa del Sudafrica e la vittoria del Player of the Season dello Stellenbosch, votato dai compagni di squadra.

### Nazionale

#### Under-23
Ha ricevuto la prima convocazione nell'Under-23 sudafricana dall'allenatore David Notoane nel marzo 2023 in vista della gara valida per il terzo turno delle qualificazioni alla Coppa d'Africa Under-23 del 2023 contro il Congo. Ha fatto il suo debutto nella gara di ritorno terminata 1-1, senza riuscire ad aiutare la squadra a qualificarsi per le Olimpiadi estive del 2024.

#### Nazionale maggiore
Dopo un'ottima stagione a livello di club, ha guadagnato la sua prima convocazione con la nazionale sudafricana nel 2024, in vista della gara valida per la Coppa COSAFA 2024 disputata a Gqeberha, in Sudafrica. Ha fatto il suo debutto nella partita di apertura del torneo nel pareggio per 1-1 contro il Mozambico. Tuttavia al termine della fase a gironi, i Bafana Bafana non sono riusciti a passare il turno.

## Palmarès

### Club

#### Competizioni giovanili
- Reserve League: 1

Stellenbosch: 2021-2022
- Next Gen Cup: 1

Stellenbosch: 2022

#### Competizioni nazionali
- Coppa di Lega sudafricana: 1

Stellenbosch: 2023

### Individuale
- Miglior giocatore della Coppa di Lega sudafricana: 1

2023
- Squadra della stagione della Coppa del Sudafrica: 1

2023-2024